# Pyrgomorpha conica
Espèce
Pyrgomorpha conica, le Pyrgomorphe à tête conique, est une espèce de criquets phytophages présente en Europe, dans les garrigues, les pelouses sèches et les maquis du littoral méditerranéen.

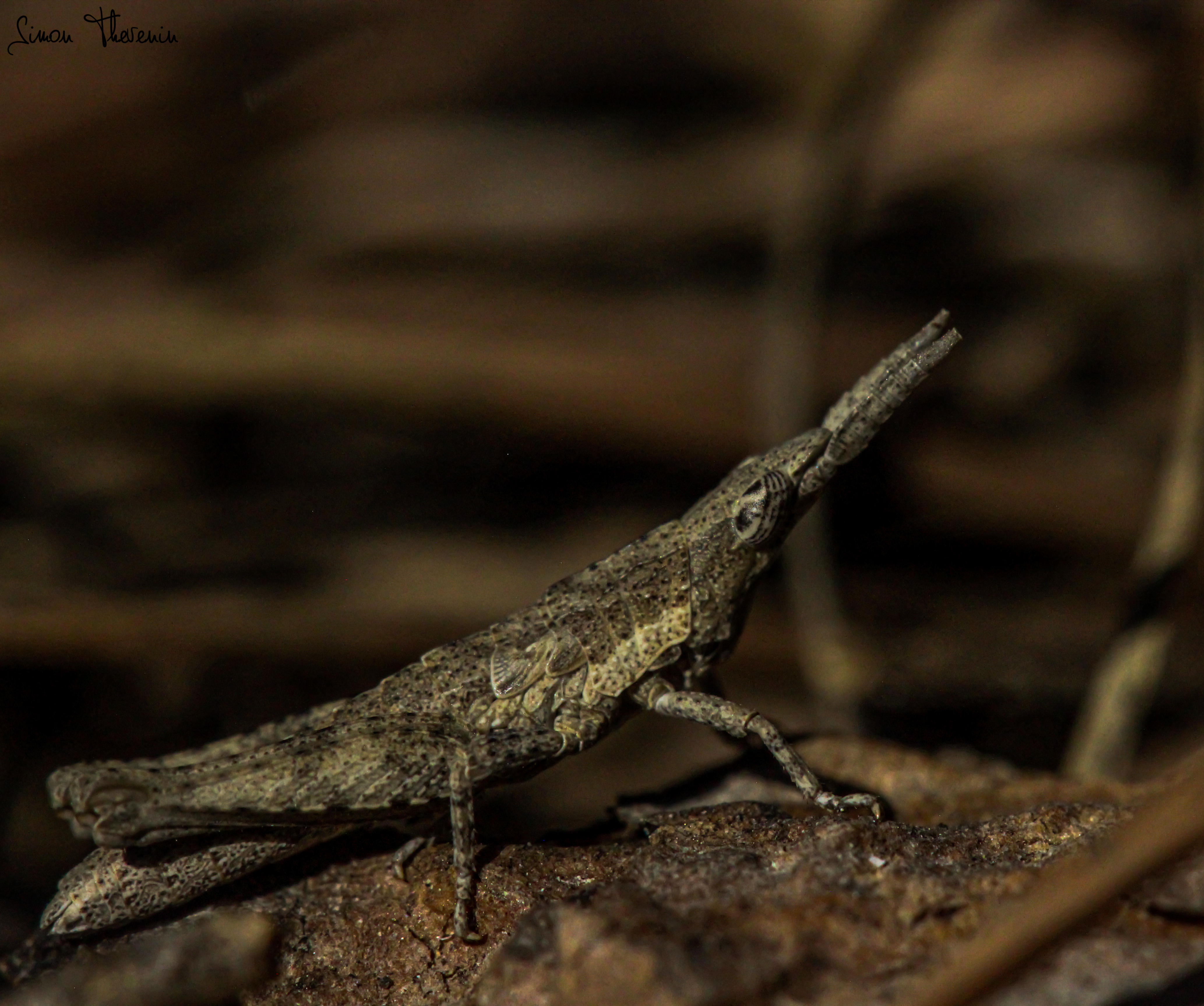
Stade larvaire de la sous-espèce conica en Espagne.

## Taxonomie

### Noms vernaculaires
Ce criquet a plusieurs noms vernaculaires : Criquet printanier, Truxale rosée, Pyrgomorphe à tête conique.

## Distribution
En France, cet insecte est présent entre Perpignan et Nice. Il n'est pas signalé au Nord de Montélimar